# Mark Brown (homme politique)
Pour les articles homonymes, voir Mark Brown (homonymie) et Brown.
Mark Brown (né le 28 février 1963), est un homme politique des îles Cook.

## Biographie
Élevé à Avarua, il obtient un diplôme en gestion du service public à l'université Massey en Nouvelle-Zélande puis un master en administration des entreprises à l'université du Pacifique Sud. 
Durant les années 1990 il travaille dans le service public aux îles Cook, entre autres comme haut fonctionnaire au ministère de l'Agriculture. Dans les années 2000, il est directeur d'entreprise de gestion immobilière. En 2010 il entre au Parlement comme député de la circonscription de Takuvaine-Tutakimoa, pour le Parti des îles Cook. Il est alors nommé ministre des Finances dans le gouvernement de Henry Puna,. Il est un temps aussi ministre des Sports et vice-président du Comité national olympique et sportif des îles Cook.
Fait vice-Premier ministre après les élections législatives de 2018, il devient Premier ministre en octobre 2020, succédant à Henry Puna. Après les élections législatives de 2022, il demeure Premier ministre, formant un gouvernement de coalition avec deux députés indépendants et l'unique député du Mouvement pour l'unité des Îles Cook. Il s'attribue à lui-même les portefeuilles ministériels des Finances et des Affaires étrangères.